# Angie
Angie är en låt av The Rolling Stones, skriven av bandets sångare Mick Jagger och bandets gitarrist Keith Richards, men framförallt av Jagger. Låten gick direkt upp på förstaplatsen på Billboard Hot 100 och nådde plats nummer 5 på UK Singles Chart.
Låten är en akustisk gitarrballad. Låtens titel "Angie" påstods handla om David Bowies dåvarande hustru "Angela", men Richards säger att han just fått en dotter, Angela, som blev "Angie". I sin memoar Life från 2010 uppges dock att titeln valdes innan dotter fötts, och även innan könet var känt. 
Låten släpptes som singel den 20 augusti 1973 och på albumet Goats Head Soup som släpptes den 31 augusti 1973.

## Listplaceringar
| Lista (1973)   | Position              |
| -------------- | --------------------- |
| Australien     | 1 (Go Set)            |
| Finland        | 16                    |
| Irland         | 9                     |
| Kanada         | 1                     |
| Nederländerna  | 1                     |
| Norge          | 1                     |
| Schweiz        | 1                     |
| Spanien        | 2                     |
| Storbritannien | 5                     |
| USA            | 1 (Billboard Hot 100) |
| Västtyskland   | 2                     |
| Österrike      | 8                     |